# Ctenocheilocaris claudiae
Ctenocheilocaris claudiae är en kräftdjursart som beskrevs av Jeanne Renaud-Mornant 1976. Ctenocheilocaris claudiae ingår i släktet Ctenocheilocaris och familjen Derocheilocarididae. Inga underarter finns listade i Catalogue of Life.